# Ann Kristin Flatland
Ann Kristin Aafedt Flatland (Oslo, 6 novembre 1982) è un'ex biatleta norvegese.

## Biografia
In Coppa del Mondo esordì il 4 dicembre 2003 a Kontiolahti (56ª), ottenne il primo podio il 10 dicembre 2006 a Hochfilzen (3ª) e la prima vittoria il 2 marzo 2008 a Pyeongchang.
In carriera prese parte a due edizioni dei Giochi olimpici invernali, Vancouver 2010 (14ª nell'individuale, 10ª nella sprint, 8ª nell'inseguimento, 11ª nella partenza in linea, 4ª nella staffetta) e Soči 2014 (24ª nella sprint, 56ª nell'individuale, 9ª nell'inseguimento, 24ª nella partenza in linea, 2ª nella staffetta), e a sette dei Campionati mondiali, vincendo quattro medaglie.
Annunciò il ritiro al termine della stagione 2014.

## Palmarès

### Olimpiadi
- 1 medaglia:
  - 1 argento (staffetta a Soči 2014)

### Mondiali
- 4 medaglie:
  - 2 ori (staffetta mista[2] a Chanty-Mansijsk 2011; staffetta[2] a Nové Město na Moravě 2013)
  - 1 argento (staffetta mista[2] a Chanty-Mansijsk 2010)
  - 1 bronzo (staffetta[2] a Anterselva 2007)

### Coppa del Mondo
- Miglior piazzamento in classifica generale: 16ª nel 2011
- 14 podi (4 individuali, 10 a squadre), oltre a quelli conquistati in sede iridata e validi anche ai fini della Coppa del Mondo:
  - 6 vittorie (2 individuali, 4 a squadre)
  - 2 secondi posti (a squadre)
  - 6 terzi posti (2 individuali, 4 a squadre)

#### Coppa del Mondo - vittorie
| Data             | Località    | Nazione       | Specialità                                                      |
| ---------------- | ----------- | ------------- | --------------------------------------------------------------- |
| 2 marzo 2008     | Pyeongchang | Corea del Sud | MX (con Solveig Rogstad, Hans Martin Gjedrem e Alexander Os)    |
| 14 dicembre 2008 | Hochfilzen  | Austria       | RL (con Solveig Rogstad, Julie Bonnevie-Svendsen e Tora Berger) |
| 12 marzo 2010    | Kontiolahti | Finlandia     | MX (con Tora Berger, Halvard Hanevold e Tarjei Bø)              |
| 8 gennaio 2011   | Oberhof     | Germania      | SP                                                              |
| 9 gennaio 2013   | Ruhpolding  | Germania      | RL (con Hilde Fenne, Synnøve Solemdal e Tora Berger)            |
| 29 novembre 2013 | Östersund   | Svezia        | SP                                                              |

Legenda:

SP = sprint

RL = staffetta

MX = staffetta mista